# Bakčarskij rajon
Il Bakčarskij rajon (in russo Бакчарский район?) è un rajon dell'Oblast' di Tomsk, in Russia; il capoluogo è Bakčar. Istituito nel 1936, ricopre una superficie di 24.700 chilometri quadrati.